# St-Théodorit (Uzès)

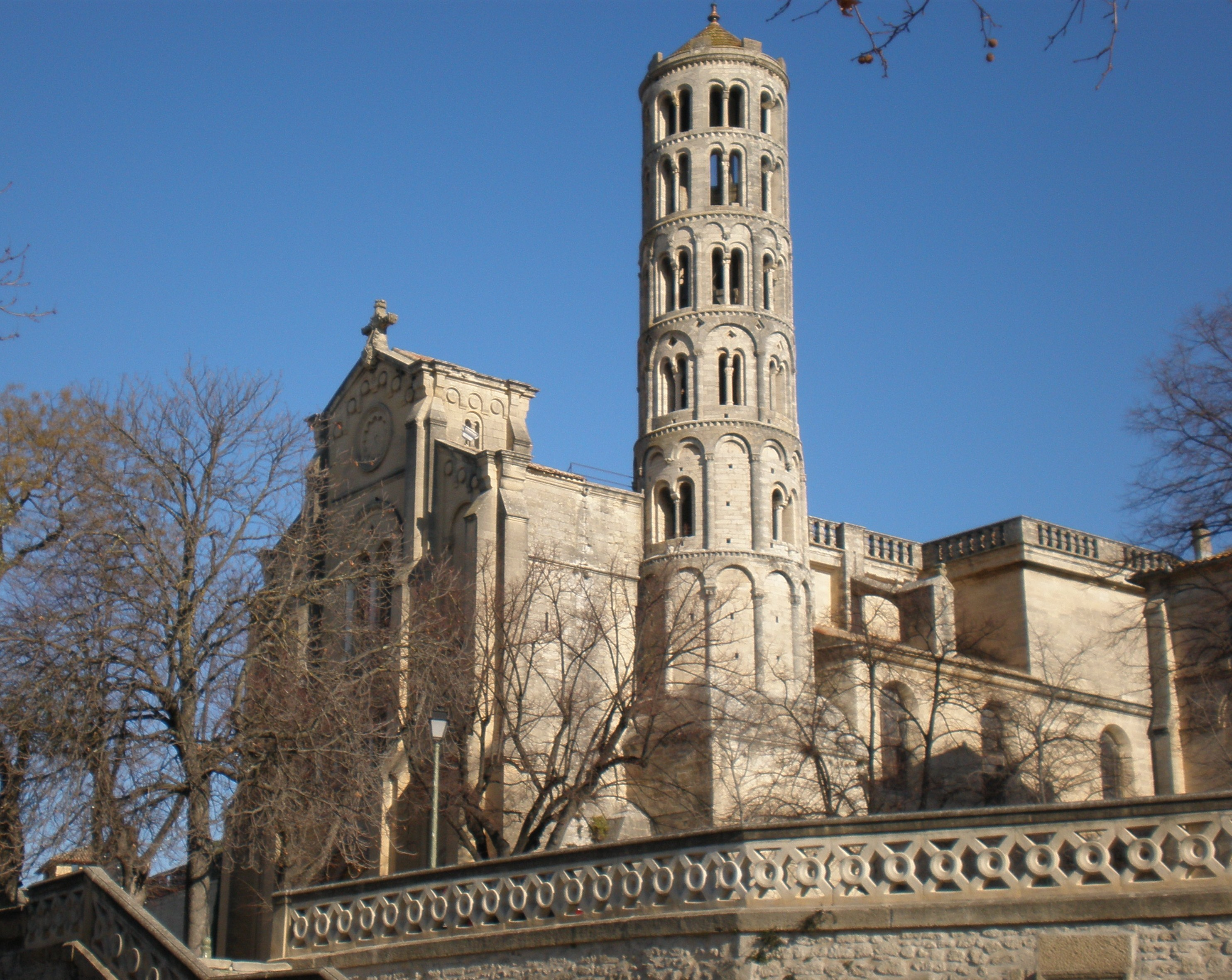
Ehemalige Kathedrale von Uzès mit romanischem Glockenturm (Tour Fenestrelle) und neoromanischer Fassade

Die Pfarrkirche Saint-Théodorit in Uzès im französischen Département Gard ist eine im 17. Jahrhundert an Stelle eines romanischen Vorgängerbaus errichtete ehemalige Kathedrale, die dem heiligen Priester und Märtyrer Theodoros von Euchaita geweiht ist. Sie diente bis zum Jahr 1792 dem Bischof von Uzès als Sitz. Der Glockenturm ist bereits seit dem Jahr 1862 als Monument historique anerkannt, der eigentliche Kirchenbau folgte im Jahr 1963.

## Geschichte

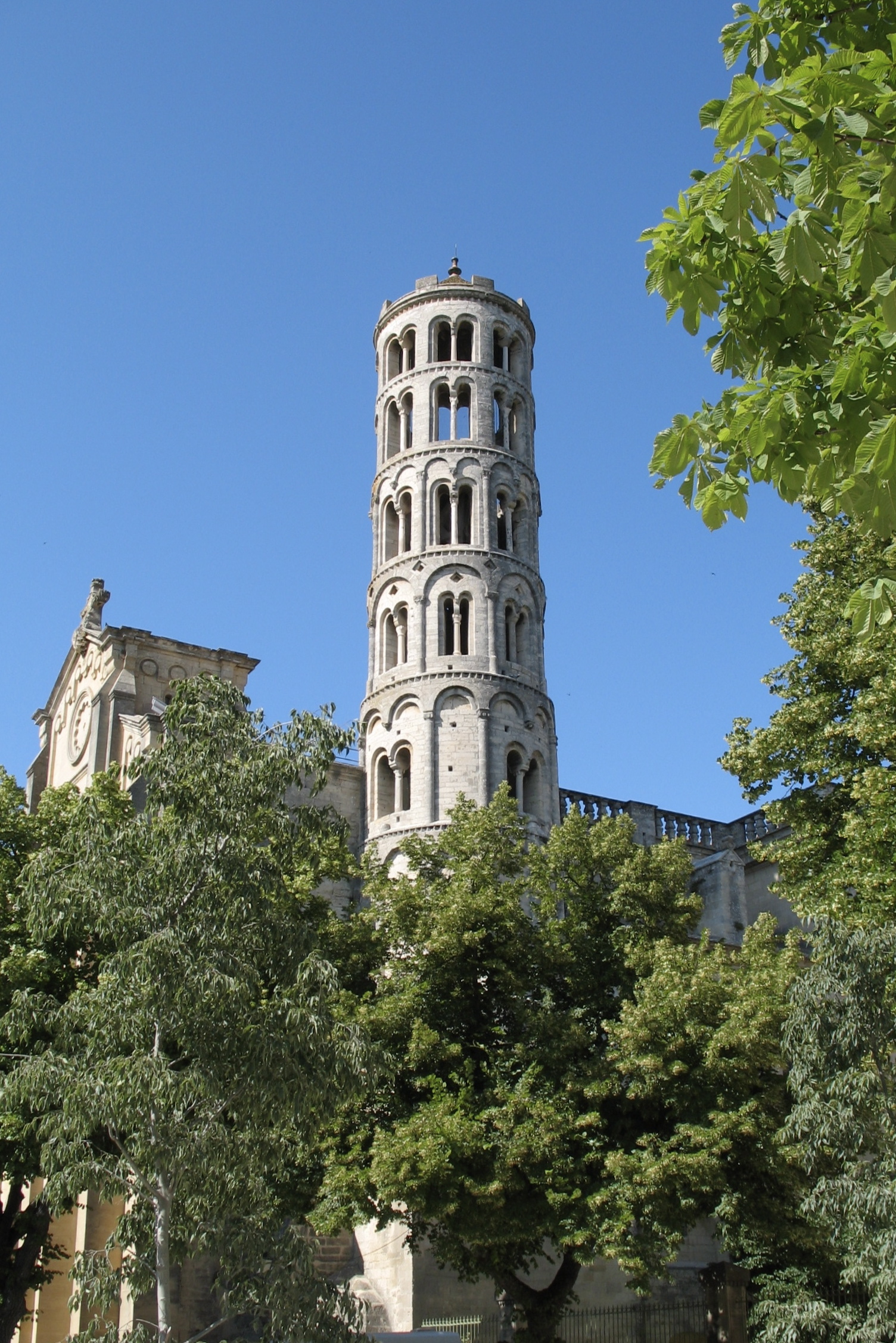
Kathedralturm oder Tour Fenestrelle

Das erste an diesem ehemaligen Standort eines gallo-römischen Tempels entstandene christliche Kirchengebäude wurde ab dem Jahr 1090 errichtet. Ob, wie angenommen, die Feudalherren von Uzès, die am 1. Kreuzzug (1095–1099) teilnahmen, Reliquien des heiligen Priesters und Märtyrers Theodoros von Euchaita in ihre Heimat mitbrachten, ist nicht belegt.
Die Gestaltung dieses romanischen Gebäudes war – ebenso wie auch die Kathedrale von Nîmes, die Abteikirche von Saint-Gilles und die Stiftskirche von Beaucaire – von Cluny beeinflusst. Es wurde während der Albigenserkriege im Jahr 1177 teilweise zerstört, anschließend jedoch erneuert. Zu Beginn der Hugenottenkriege wurde die Kathedrale am 13. Mai 1563 – mit Ausnahme der unteren Geschosse des Tour Fenestrelle genannten Glockenturms – vollständig zerstört.
Der Wiederaufbau der Kathedrale und des Bischofssitzes wurde durch königliche Anordnung vom 28. November 1637 beschlossen. Es wurden 20.000 Pfund für das Gotteshaus und 10.000 für den Bischofssitz vorgesehen. Die benötigten 20.000 Pfund für die Kathedrale sollten durch eine für acht Jahre eingeführte Steuer von zwei Groschen pro Pfund Fleisch aufgebracht werden. Die ursprünglich für drei Jahre vorgesehenen Bauarbeiten dauerten letztlich zwanzig Jahre (1642–1663) und kosteten 62.000 Pfund. Der Wiederaufbau des Bischofssitzes wurde erst im Jahr 1671 begonnen.
Nach der Aufhebung des Bischofssitzes und des Domkapitels durch das Konkordat von 1801 musste das Innere der Kirche umgeändert und an die neuen Anfordernisse angepasst werden. So wurde der Chor, der ursprünglich für den bischöflichen Gottesdienst gedacht war, stark verkleinert.

## Architektur und Mobiliar

### Turm
Der im 17. Jahrhundert im Lombardischen Stil in Teilen rekonstruierte Tour Fenestrelle ist mit seiner Höhe von ca. 42 Metern das Wahrzeichen der heutigen Kirche und des gesamten Ortes. Er ist der einzige zylindrische Glockenturm Frankreichs und könnte vom deutlich kleineren Rundturm der ravennatischen Kirche Sant’Apollinare in Classe inspiriert worden sein.

### Fassade

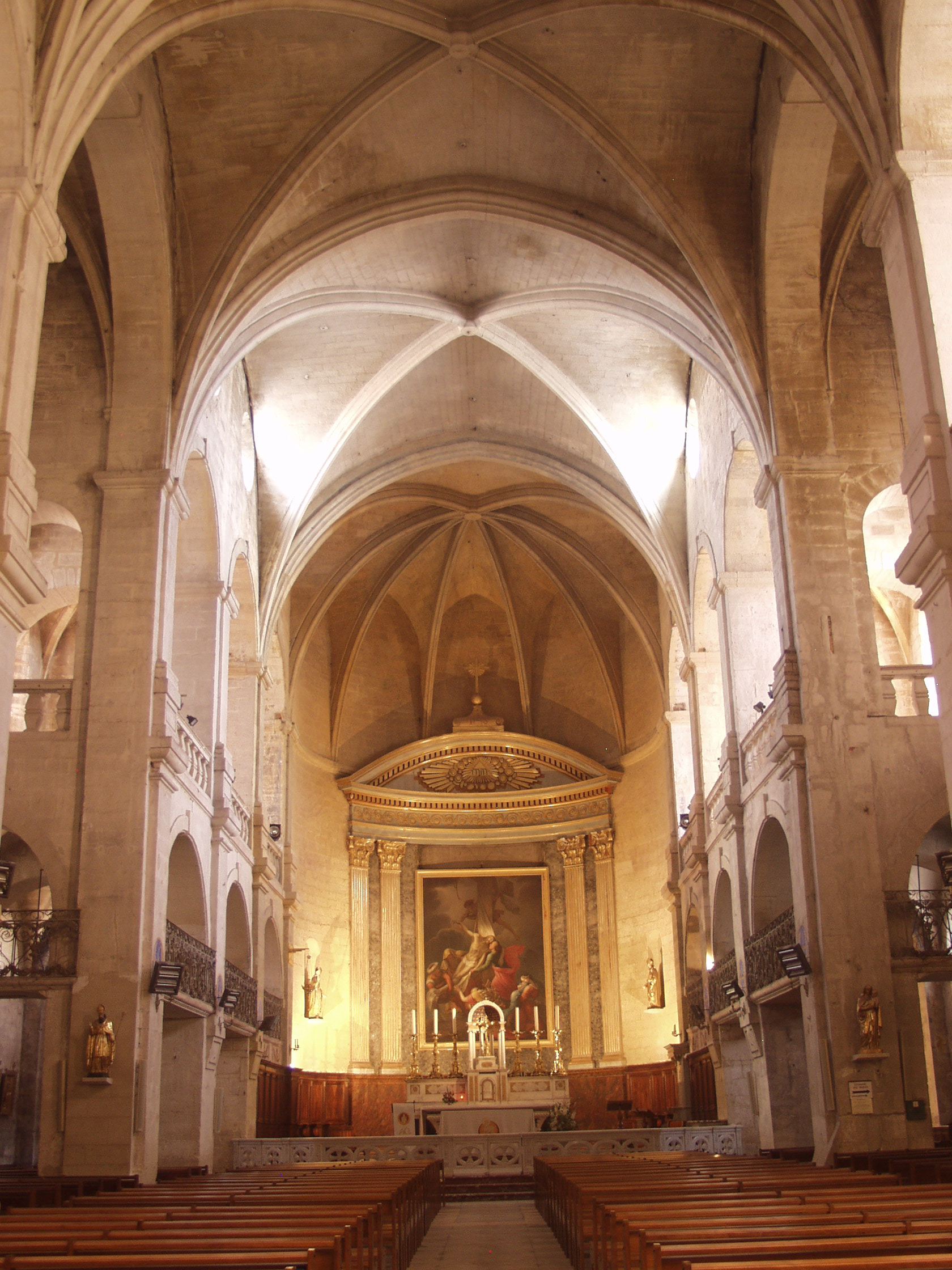
Inneres der Kathedrale

Im Jahre 1873 wurde der Vorderfront aus dem 17. Jahrhundert eine neuromanischen Fassade vorgeblendet, in deren Tympanon eine Muttergottes begleitet von den hll. Firmin und Ferréol, zwei Bischöfe aus frühmittelalterlicher Zeit, erscheint. In den seitlichen Nischen stehen Statuen der Apostel Petrus und Paulus. Oberhalb des Portals befindet sich eine aus Säulen ruhende Arkadengliederung mit drei Fenstern und zwei seitlichen Blendbögen; die Zone darüber wird von einem großen Blendbogen, der zwei Rundbogenfenster überfängt, eingenommen. Das Giebelfeld sowie die seitlichen Felder sind mit großen Blendornamenten verziert.

### Inneres
Das Innere der dreischiffigen Emporenbasilika mitsamt ihrem Querhaus ist von klassizistischer Strenge, die allerdings durch das nicht zeitgemäße Rippengewölbe etwas gemildert wird. Die unteren Kirchenemporen im Chorbereich wurden nach der Aufhebung des Edikts von Nantes (1685) eingezogen, um die „Neubekehrten“ aufzunehmen. Laut der Meinung des Bischofs Michel II. Poncet de la Rivière (1677–1728) war die Kathedrale „die schönste in Südfrankreich“. In der Apsis hinter dem Hauptaltar befindet sich das Gemälde einer Kreuzabnahme, das von Ludwig XVIII. gestiftet wurde.
Der Altar links nach dem Taufstein stammt aus dem 19. Jahrhundert und ist dem hl. Firmin geweiht, einem der Väter der Kirche von Uzès, der hier von 533 bis 553 Bischof war. Gegenüber ist rechts das Grabmal von Mgr. Bonaventure Baüyn, einem großen Bischof von Uzès im 18. Jahrhundert (1737–1779). In der Nähe des Sankt-Firmin-Altars sieht man in der Mauer die Stelle, an der früher eine Tür die Kathedrale mit dem Bischofssitz verband.

## Hauptorgel
Die 1683 fertiggestellte Orgel gilt als eine der schönsten Frankreichs. Das aschgraue, teilweise vergoldete und fein geschnitzte Orgelgehäuse ist von Läden umrahmt. Einst wurden die Läden in der Fastenzeit zugeklappt, denn das Orgelspiel war in dieser Zeit des Liturgischen Jahres nicht erlaubt.
Die als Monument historique registrierte Orgel hat 45 Register und 2'722 Orgelpfeifen. Sie wurde im Jahre 1964 von der Orgelwerkstatt Alfred Kern & fils restauriert. Die Disposition ist wie folgt:

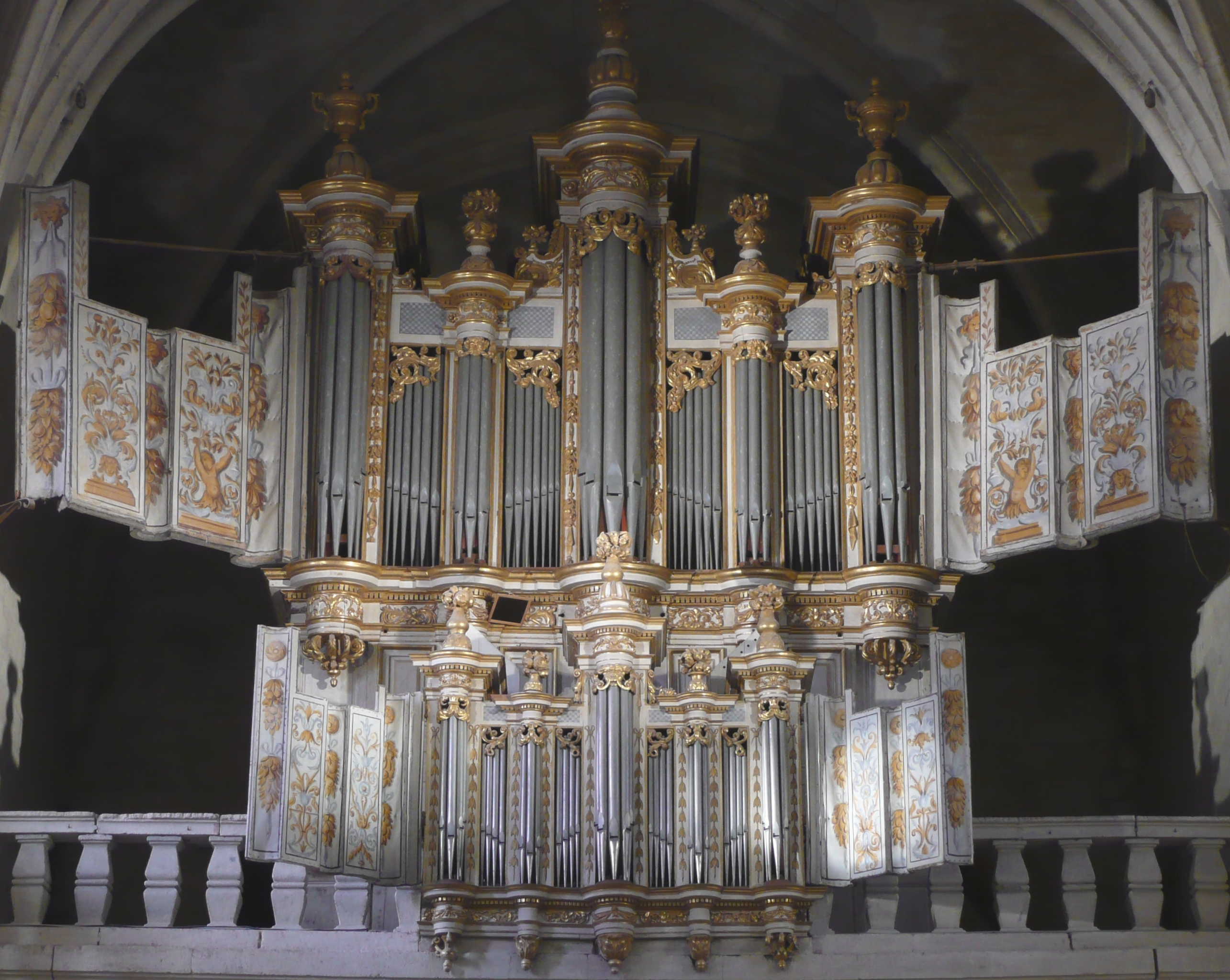
Orgel mit Klappläden

| I Positif de dos C–f3 |                  |        |
| 1.                    | Bourdon          | 8′     |
| 2.                    | Salicional       | 8′     |
| 3.                    | Montre           | 4′     |
| 4.                    | Flûte à cheminée | 4′     |
| 5.                    | Nazard           | 2 ⁄3′  |
| 6.                    | Doublette        | 2'     |
| 7.                    | Larigot          | 1 ⁄3′  |
| 8.                    | Tierce           | 1 3⁄5′ |
| 9.                    | Fourniture IV-V  |        |
| 10.                   | Trompette        | 8′     |
| 11.                   | Cromorne         | 8′     |

| II Grand Orgue C–f3 |               |        |
| 12.                 | Bourdon       | 16′    |
| 13.                 | Montre        | 8′     |
| 14.                 | Flûte         | 8′     |
| 15.                 | Bourdon       | 8′     |
| 16.                 | Prestant      | 4′     |
| 17.                 | Flûte         | 4′     |
| 18.                 | Grosse Tierce | 3 1⁄5′ |
| 19.                 | Nazard        | 2 ⁄3′  |
| 20.                 | Quarte        | 2'     |
| 21.                 | Tierce        | 1 3⁄5′ |
| 22.                 | Cornet V      |        |
| 23.                 | Fourniture IV |        |
| 24.                 | Cymbale III   |        |
| 25.                 | Trompette     | 8′     |
| 26.                 | Clairon       | 4′     |

| III Récit C–f3 |               |        |
| 27.            | Gemshorn      | 8′     |
| 28.            | Bourdon       | 8′     |
| 29.            | Flûte         | 4′     |
| 30.            | Nazard        | 2 ⁄3′  |
| 31.            | Doublette     | 2′     |
| 32.            | Quarte        | 2′     |
| 33.            | Tierce        | 1 3⁄5′ |
| 34.            | Plein jeu III |        |
| 35.            | Trompette     | 8′     |
| 36.            | Hautbois      | 8′     |
| 37.            | Voix humaine  | 8′     |

| Pédale C–f1 |           |     |
| 38.         | Flûte     | 16′ |
| 39.         | Bourdon   | 16′ |
| 40.         | Principal | 8′  |
| 41.         | Bourdon   | 8′  |
| 42.         | Flûte     | 4′  |
| 43.         | Bombarde  | 16′ |
| 44.         | Trompette | 8′  |
| 45.         | Clairon   | 4′  |